# Tapauá
Tapauá es un municipio brasileño del interior del estado del Amazonas, Región Norte del país. Perteneciente a la Mesorregión del Sur Amazonense y Microrregión del Purus, se localiza a sur de Manaus, capital del estado, a una distancia de 565 kilómetros. Su población, estimada por el Instituto Brasileño de Geografía y Estadística (IBGE) en 2016, era de 18 039 habitantes, siendo así el quadragésimo séptimo municipio más poblado del estado del Amazonas. Su Índice de Desarrollo Humano (IDH) es de 0.502, de acuerdo con datos de 2010, lo que es considerado un índice medio por el PNUD.

## Histórico

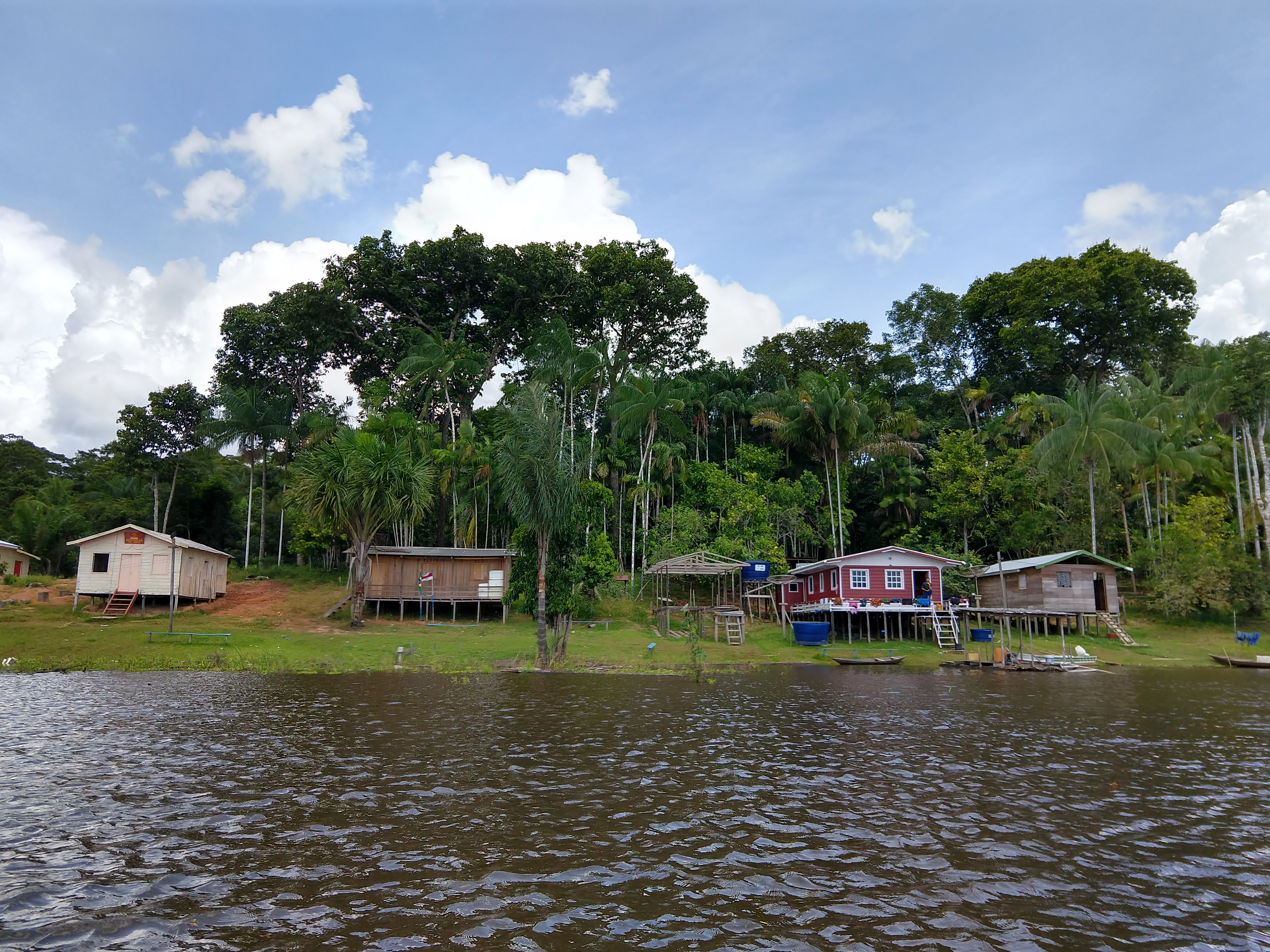
Reserva Biológica Abufari, de nivel federal, ubicada en Tapauá (AM).

El distrito de Boca del Tapauá fue creado a través de la ley estatal nº 176, de 01-12-1938 estando subordinado al municipio de Canutama en el periodo de 1939 a 1943, separándose de este a partir de 1 de julio de 1955. 
Elevado a la categoría de municipio con denominación de Tapauá, por la ley estatal nº 96, de 19 de diciembre de 1955, sede del actual distrito de Tapauá (ex-Boca de Tapauá),  instalado el 31 de enero de 1956.
El día 10 de diciembre de 1981 a través de la Enmienda Constitucional nº 12. el municipio de Tapauá pierde partes de su territorio, en favor de los nuevos municipios. 

## Geografía
Por el municipio pasa el río Tapauá, río Ipixuna y el mayor y principal: Río Purus.

## Demografía
En 2016, la población del municipio de acuerdo con el Instituto Brasileño de Geografía y Estadística (IBGE) fue de 18 039 habitantes. Según el censo del año de 2010, 10 075 habitantes eran hombres y 9002 habitantes eran mujeres. Según el mismo censo, 10 618 habitantes vivían en la zona urbana (55,66 %) y 8459 en la zona rural (44,34 %). De la población total en 2010, 7630 habitantes (40,0 %) tenían menos de 15 años de edad, 10 812 habitantes (56,68 %) tenían que 15 a 64 años y 635 habitantes (3,33 %) eran mayores de 65 años. La esperanza de vida al nacer era de 66,6 años y la tasa de fecundidad total por mujer era de 4,4.
- Datos: Q1794336
- Multimedia: Tapauá / Q1794336